# أرتور غارسيا بوستوس
أرتور غارسيا بوستوس (بالإسبانية: Arturo García Bustos)‏ هو نقاش ورسام وفنان مكسيكي، ولد في 8 أغسطس 1926 في مدينة مكسيكو في المكسيك، وتوفي بنفس المكان في 7 أبريل 2017.